# Сопрун Сергій Іванович
Сопрун Сергій Іванович — український політик.
Голова благодійного фонду «Київська Русь».

## Біографія
Народився 23 квітня 1967 року у місті Генічеськ в  Херсонській області.

## Освіта
У 1994 році закінчив Мелітопольський інститут механізації сільського господарства, інженер-механік.
Київський університет імені Т.араса Шевченка, юридичний факультет.

## Кар'єра
- 1985 — 1987 рр. — служба в армії.
- 1988 року — студент, Мелітопольський інститут механізації сільського господарства.
- 1989—1990 рр. — майстер виробничого навчання, СПТУ-17, міста Генічеськ.
- 1991—1992 рр. — служба в органах внутрішніх справ, міста Генічеськ.
- 1993—1996 рр. — директор, МГФ «Шанс», комерційний директор, ЗАТ «Украгротехкомплект», міста Генічеськ.
- З 1996 року — президент, ТОВ «Інтех-МБ», м. Київ.
- Член Політради Народно-демократичної партії — листопад 1998 року по 1999 рік.

## Політична кар'єра
Народний депутат України 3 скликання жовтень 1998 року по квітень 2002 року, виборчий округ № 129, Миколаївська область. На час виборів — президент інвестиційної компанії «Інтех-МБ» (Інвестиційні технології. Міжнародний бізнес).
Член Народно-демократичної партії.
Член фракції НДП жовтень 1998 року по березень 1999 року; березень — квітень 1999 року — позафракційний.
Член групи «Відродження регіонів» (квітень 1999 року — квітень 2001 року).
Член фракції Партії «Демократичний союз» (квітень — червень 2001 року).
Член групи «Регіони України» (червень — листопад 2001 року).
Член фракції «Регіони України» з листопада 2001 року.
Член Комітету Верховної Ради України з питань бюджету.
Березень 2006 року — кандидат в народні депутати України від Виборчого блоку політичних партій «ЗА СОЮЗ», № 9 в списку. На час виборів — голова благодійного фонду «Київська Русь», позапартійний.